# Општина Наукалпан де Хуарез (Мексико)
Наукалпан де Хуарез (шп. Naucalpan de Juárez) општина је у Мексику у савезној држави Мексико. Општина се налази на надморској висини од 2300 м.

## Становништво
Према подацима из 2010. у општини је живело 833779 становника.

### Хронологија
| Година       | 2000                     | 2005                     | 2010                     |
| ------------ | ------------------------ | ------------------------ | ------------------------ |
| Становништво | 858711 (416041 / 442670) | 821442 (398451 / 422991) | 833779 (404974 / 428805) |

### Попис
| \| \| м \| \| \| ж \| \| 0—2 \| 20.704 \| \| \| 19.953 \| \| 3—5 \| 22.136 \| \| \| 21.534 \| \| 6—11 \| 44.415 \| \| \| 42.864 \| \| 12—14 \| 20.416 \| \| \| 19.508 \| \| 15—17 \| 20.993 \| \| \| 20.994 \| \| 18—24 \| 51.497 \| \| \| 52.595 \| \| 60+ \| 36.288 \| \| \| 44.775 \| \| Просек : \| 30,3 \| \| \| 31,5 \| |        |  |  |        |
| |        |  |  |        |
| | м      |  |  | ж      |
| 0—2 | 20.704 |  |  | 19.953 |
| 3—5 | 22.136 |  |  | 21.534 |
| 6—11 | 44.415 |  |  | 42.864 |
| 12—14 | 20.416 |  |  | 19.508 |
| 15—17 | 20.993 |  |  | 20.994 |
| 18—24 | 51.497 |  |  | 52.595 |
| 60+ | 36.288 |  |  | 44.775 |
| Просек : | 30,3   |  |  | 31,5   |

| #   | Индикатор                                                                                        | Вредност |
| --- | ------------------------------------------------------------------------------------------------ | -------- |
| 1   | Становништво од 0 до 2 године                                                                    | 40657    |
| 2   | Мушко становништво од 0 до 2 године                                                              | 20704    |
| 3   | Женско становништво од 0 до 2 године                                                             | 19953    |
| 4   | Становништво са 3 и више година                                                                  | 773354   |
| 5   | Мушко становништво са 3 и више година                                                            | 374406   |
| 6   | Женско становништво са 3 и више година                                                           | 398948   |
| 7   | Становништво са 5 и више година                                                                  | 743930   |
| 8   | Мушко становништво са 5 и више година                                                            | 359533   |
| 9   | Женско становништво са 5 и више година                                                           | 384397   |
| 10  | Становништво са 12 и више година                                                                 | 642405   |
| 11  | Мушко становништво са 12 и више година                                                           | 307855   |
| 12  | Женско становништво са 12 и више година                                                          | 334550   |
| 13  | Становништво са 15 и више година                                                                 | 602481   |
| 14  | Мушко становништво са 15 и више година                                                           | 287439   |
| 15  | Женско становништво са 15 и више година                                                          | 315042   |
| 16  | Становништво са 18 и више година                                                                 | 560494   |
| 17  | Мушко становништво са 18 и више година                                                           | 266446   |
| 18  | Женско становништво са 18 и више година                                                          | 294048   |
| 19  | Становништво од 3 до 5 година                                                                    | 43670    |
| 20  | Мушко становништво од 3 до 5 година                                                              | 22136    |
| 21  | Женско становништво од 3 до 5 година                                                             | 21534    |
| 22  | Становништво од 6 до 11 година                                                                   | 87279    |
| 23  | Мушко становништво од 6 до 11 година                                                             | 44415    |
| 24  | Женско становништво од 6 до 11 година                                                            | 42864    |
| 25  | Становништво од 8 до 14 година                                                                   | 97869    |
| 26  | Мушко становништво од 8 до 14 година                                                             | 49904    |
| 27  | Женско становништво од 8 до 14 година                                                            | 47965    |
| 28  | Становништво од 12 до 14 година                                                                  | 39924    |
| 29  | Мушко становништво од 12 до 14 година                                                            | 20416    |
| 30  | Женско становништво од 12 до 14 година                                                           | 19508    |
| 31  | Становништво од 15 до 17 година                                                                  | 41987    |
| 32  | Мушко становништво од 15 до 17 година                                                            | 20993    |
| 33  | Женско становништво од 15 до 17 година                                                           | 20994    |
| 34  | Становништво од 18 до 24 године                                                                  | 104092   |
| 35  | Мушко становништво од 18 до 24 године                                                            | 51497    |
| 36  | Женско становништво од 18 до 24 године                                                           | 52595    |
| 37  | Женско становништво од 15 до 49 година                                                           | 232051   |
| 38  | Становништво са 60 и више година                                                                 | 81063    |
| 39  | Мушко становништво са 60 и више година                                                           | 36288    |
| 40  | Женско становништво са 60 и више година                                                          | 44775    |
| 41  | Однос између мушкараца и жена                                                                    | 94.44    |
| 42  | Становништво од нуле до 14 година                                                                | 211530   |
| 43  | Становништво од 15 до 64 године                                                                  | 547864   |
| 44  | Становништво од 65 година и више                                                                 | 54617    |
| 45  | Просечан број деце                                                                               | 2.03     |
| 46  | Становништво рођено у ентитету                                                                   | 430530   |
| 47  | Мушко становништво рођено у ентитету                                                             | 212685   |
| 48  | Женско становништво рођено у ентитету                                                            | 217845   |
| 49  | Становништво рођено у другом ентитету                                                            | 376589   |
| 50  | Мушко становништво рођено у другом ентитету                                                      | 179100   |
| 51  | Женско становништво рођено у другом ентитету                                                     | 197489   |
| 52  | Становништво од 5 година и више резидентно у ентитету у јуну 2005. године                        | 707820   |
| 53  | Мушко становништво старосног доба од 5 година и више, резидентно у ентитету у јуну 2005. године  | 341239   |
| 54  | Женско становништво старосног доба од 5 и више година, резидентно у ентитету у јуну 2005. године | 366581   |
| 55  | Становништво од 5 година и више које је живело у другом ентитету у јуну 2005. године             | 28725    |
| 56  | Мушко становништво старије од 5 година које је живело у другом ентитету у јуну 2005. године      | 14277    |
| 57  | Женско становништво старије од 5 година које је живело у другом ентитету у јуну 2005. године     | 14448    |
| 58  | Становништво од 3 године и више које говори аутохтони језик                                      | 21877    |
| 59  | Мушко становништво старо 3 године и више које говори аутохтони језик                             | 10618    |
| 60  | Женско становништво старо 3 године и више које говори аутохтони језик                            | 11259    |
| 61  | Становништво од 3 године и више које говори аутохтони језик и не говори шпански језик            | 62       |
| 62  | Мушко становништво старо 3 године и више које говори аутохтони језик и не говори шпански         | 12       |
| 63  | Женско становништво старо 3 године и више које говори аутохтони језик и не говори шпански језик  | 50       |
| 64  | Становништво старо 3 године и више које говори аутохтони језик и шпански                         | 19762    |
| 65  | Мушко становништво старо 3 године и више које говори аутохтони језик и шпански                   | 9623     |
| 66  | Женско становништво старо 3 године и више које говори аутохтони језик и шпански                  | 10139    |
| 67  | Становништво од 5 година и више које говори аутохтони језик                                      | 21767    |
| 68  | Становништво од 5 година и више које говори аутохтони језик и не говори шпански језик            | 61       |
| 69  | Становништво од 5 година и више које говори аутохтони језик и говори шпански језик               | 19689    |
| 70  | Становништво у домородачким домаћинствима                                                        | 50564    |
| 71  | Становништво са ограничењима у активностима                                                      | 27135    |
| 72  | Становништво са ограниченим ходањем или кретањем, горе или доле                                  | 14618    |
| 73  | Становници са ограничењима вида, чак и уз кориштење сочива                                       | 7444     |
| 74  | Становништво са ограничењима говора, комуникације или конверзације                               | 2144     |
| 75  | Становништво са ограниченим слухом                                                               | 2705     |
| 76  | Становништво са ограничењима при одевању, купању или јелу                                        | 1220     |
| 77  | Становништво са ограничењима у опажању или учењу једноставних ствари                             | 1177     |
| 78  | Становништво са менталним ограничењима                                                           | 2781     |
| 79  | Становништво без ограничења активности                                                           | 781819   |
| 80  | Становништво од 3 до 5 година које не похађа школу                                               | 21038    |
| 81  | Мушко становништво од 3 до 5 година које не похађа школу                                         | 10588    |
| 82  | Женско становништво од 3 до 5 година које не похађа школу                                        | 10450    |
| 83  | Становништво од 6 до 11 година које не похађа школу                                              | 2599     |
| 84  | Мушко становништво од 6 до 11 година које не похађа школу                                        | 1332     |
| 85  | Женско становништво од 6 до 11 година које не похађа школу                                       | 1267     |
| 86  | Становништво од 12 до 14 година које не похађа школу                                             | 2191     |
| 87  | Мушко становништво од 12 до 14 година које не похађа школу                                       | 1207     |
| 88  | Женско становништво од 12 до 14 година које не похађа школу                                      | 984      |
| 89  | Становништво од 15 до 17 година похађа школу                                                     | 30204    |
| 90  | Мушко становништво од 15 до 17 година похађа школу                                               | 14938    |
| 91  | Женско становништво између 15 и 17 година живота у школи                                         | 15266    |
| 92  | Становништво од 18 до 24 године похађа школу                                                     | 31906    |
| 93  | Мушко становништво од 18 до 24 године похађа школу                                               | 16197    |
| 94  | Женско становништво од 18 до 24 године похађа школу                                              | 15709    |
| 95  | Становништво од 8 до 14 година које не може да чита и пише                                       | 1284     |
| 96  | Мушко становништво старосног доба од 8 до 14 година које не може да чита и пише                  | 693      |
| 97  | Женско становништво старосног доби од 8 до 14 година које не може да чита и пише                 | 591      |
| 98  | Становништво од 15 година и више које је неписмено                                               | 17970    |
| 99  | Мушко становништво од 15 година и више које је неписмено                                         | 5260     |
| 100 | Женско становништво од 15 година и више које је неписмено                                        | 12710    |
| 101 | Становништво старо 15 и више година без школовања                                                | 25256    |
| 102 | Мушко становништво старо 15 и више година без школовања                                          | 8578     |
| 103 | Женско становништво старо 15 и више година без школовања                                         | 16678    |
| 104 | Становништво старосног доба 15 и више година са непотпуним основним образовањем                  | 44351    |
| 105 | Мушко становништво старосног доба од 15 година и више са непотпуном основним образовањем         | 18109    |
| 106 | Женско становништво старосног доба 15 и више година са непотпуном основним образовањем           | 26242    |
| 107 | Становништво старо 15 и више година са комплетним основним образовањем                           | 87016    |
| 108 | Мушко становништво старо 15 година и више са комплетним основним образовањем                     | 38370    |
| 109 | Женско становништво старо 15 и више година са комплетним основним образовањем                    | 48646    |
| 110 | Становништво старосног доба 15 и више година са непотпуним средњим образовањем                   | 26230    |
| 111 | Мушко становништво старосног доба од 15 година и више са непотпуним средњим образовањем          | 14262    |
| 112 | Женско становништво старосног доба од 15 година и више са непотпуним средњим образовањем         | 11968    |
| 113 | Становништво старо 15 и више година са пуним секундарном образовањем                             | 146941   |
| 114 | Мушко становништво старосног доба од 15 година и више са пуним секундарном образовањем           | 75186    |
| 115 | Женско становништво старосног доба од 15 година и више са пуним секундарном образовањем          | 71755    |
| 116 | Становништво старије од 18 година са постосновним образовањем                                    | 249275   |
| 117 | Мушко становништво старије од 18 година са постосновним образовањем                              | 123294   |
| 118 | Женско становништво старије од 18 година са постосновним образовањем                             | 125981   |
| 119 | Просечна оцена школовања                                                                         | 9.73     |
| 120 | Просечан ниво образовања мушке популације                                                        | 10.04    |
| 121 | Просечан ниво образовања женског становништва                                                    | 9.44     |
| 122 | Економски активно становништво                                                                   | 357773   |
| 123 | Економски активна мушка популација                                                               | 226249   |
| 124 | Економски активна женска популација                                                              | 131524   |
| 125 | Становништво које није економски активно                                                         | 281664   |
| 126 | Мушко становништво које није економски активно                                                   | 80072    |
| 127 | Женско становништво које није економски активно                                                  | 201592   |
| 128 | Запослено становништво                                                                           | 341617   |
| 129 | Запослено мушко становништво                                                                     | 214399   |
| 130 | Запослено женско становништво                                                                    | 127218   |
| 131 | Незапослена популација                                                                           | 16156    |
| 132 | Незапослена мушка популација                                                                     | 11850    |
| 133 | Незапослена женска популација                                                                    | 4306     |
| 134 | Становништво без права на здравствене услуге                                                     | 346892   |
| 135 | Становништво које има право на здравствене услуге                                                | 465325   |
| 136 | Становништво које има право на ИМСС                                                              | 310100   |
| 137 | Становништво које има право на социјално осигурање                                               | 33488    |
| 138 | Становништво које има право на државно социјално осигурање                                       | 7580     |
| 139 | Становништво које има право на опште осигурање или здравствено осигурање за нову генерацију      | 30721    |
| 140 | Становништво које је било једном или није било у браку током 12 година и више                    | 225797   |
| 141 | Венчано или уједињено становништво од 12 година и више                                           | 347140   |
| 142 | Становништво које је било у браку или уједињено 12 година и више                                 | 67796    |
| 143 | Становништво са католичком религијом                                                             | 690205   |
| 144 | Протестанти, еванђелисти и библијски следбеници различити од еванђелиста                         | 57133    |
| 145 | Становништво са другим религијама различитим од претходних                                       | 4560     |
| 146 | Становништво без религије                                                                        | 36732    |
| 147 | Укупно пописаних домаћинства                                                                     | 212805   |
| 148 | Пописна домаћинства на челу са мушкарцима                                                        | 159865   |
| 149 | Пописна домаћинства на челу са женама                                                            | 52940    |
| 150 | Становништво у пописним домаћинствима                                                            | 811986   |
| 151 | Становништво у пописним домаћинствима на челу са мушкарцима                                      | 636558   |
| 152 | Становништво у пописним домаћинствима на челу са женама                                          | 175428   |
| 153 | Укупно домаћинстава                                                                              | 237954   |
| 154 | Укупно насељених домаћинстава                                                                    | 219310   |
| 155 | Укупно приватних кућа                                                                            | 231449   |
| 156 | Насељени приватни домови                                                                         | 212805   |
| 157 | Укупно насељених приватних кућа                                                                  | 219286   |
| 158 | Ненасељене приватне куће                                                                         | 13707    |
| 159 | Појединачна домаћинства за привремену употребу                                                   | 4937     |
| 160 | Становници у насељеним приватним кућама                                                          | 811986   |
| 161 | Насељеност станара у приватним становима                                                         | 3.82     |
| 162 | Просечно становника по соби у приватним насељеним домаћинствима                                  | 0.96     |
| 163 | Појединачна домаћинства са подовима од различитих материјала од земље                            | 207778   |
| 164 | Појединачна домаћинства у приземљу                                                               | 3153     |
| 165 | Појединачна домаћинства са једном спаваћом собом                                                 | 83613    |
| 166 | Појединачна домаћинства са две спаваће собе и више                                               | 128195   |
| 167 | Појединачна домаћинства са једним собом                                                          | 16662    |
| 168 | Појединачна домаћинства са две собе                                                              | 44756    |
| 169 | Појединачна домаћинства са 3 собе и више                                                         | 150113   |
| 170 | Појединачна домаћинства која имају електрично светло                                             | 211480   |
| 171 | Појединачна домаћинства која немају електрично светло                                            | 444      |
| 172 | Појединачна домаћинства која имају водоводну воду у стамбеном простору                           | 206735   |
| 173 | Појединачна домаћинства која немају водоводну воду у стамбеном простору                          | 4691     |
| 174 | Појединачна домаћинства која имају тоалет                                                        | 210729   |
| 175 | Појединачна домаћинства која имају канализацију                                                  | 210248   |
| 176 | Појединачна домаћинства која немају канализацију                                                 | 1019     |
| 177 | Појединачна домаћинства која имају електрично светло, довод воде из јавне мреже и канализацију   | 205518   |
| 178 | Појединачна домаћинства без икаквих услова                                                       | 825      |
| 179 | Појединачна домаћинства која имају радио                                                         | 192627   |
| 180 | Појединачна домаћинства која имају телевизор                                                     | 207666   |
| 181 | Појединачна домаћинства која имају фрижидер                                                      | 182744   |
| 182 | Појединачна домаћинства која имају машину за веш                                                 | 151931   |
| 183 | Појединачна домаћинства која имају аутомобил или комби                                           | 92894    |
| 184 | Појединачна домаћинства која имају рачунар                                                       | 86669    |
| 185 | Појединачна домаћинства која имају фиксну телефонску линију                                      | 131315   |
| 186 | Појединачна домаћинства која имају мобилни телефон                                               | 156081   |
| 187 | Појединачна домаћинства која имају приступ интернету                                             | 68079    |